# Argélia otomana
A Argélia otomana foi um território otomano centrado em Argel, na Argélia moderna. Foi estabelecida em torno de 1525, quando Barba Ruiva recapturou a cidade.  A Regência de Argel foi o principal centro de poder do Império Otomano no Magrebe. Foi também uma base da qual os ataques eram feitos sobre o transporte marítimo europeu. Cobriu aproximadamente a área da moderna Argélia, entre os estados da Tunísia e Marrocos. E substituiu os rivais ziânidas, haféssidas e as possessões espanholas no norte da África, e se tornou um importante centro de pirataria do Mediterrâneo até a invasão francesa de Argel em 1830.